# Henrik Nikolai Krøyer
Henrik Nikolai Krøyer, född den 22 mars 1799, död den 14 februari 1870, var en dansk zoolog, bror till Hans Ernst Krøyer, fosterfar till Peder Severin Krøyer.
Krøyer blev 1816 student och var 1820 en bland stiftarna av Studenterforeningen. Han begav sig 1821 till Grekland för att deltaga i frihetskriget, men lämnade det efter några få månaders förlopp, djupt besviken, och kom 1823 tillbaka till Köpenhamn. Åren 1826-30 var han adjunkt i Stavanger och började där ägna sig åt zoologiska studier.
Åren 1834-36 besökte Krøyer alla Danmarks kuster för att få kännedom om fiskerierna, deltog 1838-39 i den franska expeditionen till Nordkap och Spetsbergen (han författade senare den iktyologiska delen av Joseph Paul Gaimards stora reseberättelse) och 1840-41 i danska fregatten "Bellonas" färd till Sydamerika samt besökte 1853-54 i fiskeriintresse Västeuropas och Nordamerikas kuster.
År 1842 blev han hedersdoktor i Rostock och kort därpå inspektor för naturhistoriska museet i Köpenhamn, tills det 1869 förenades med universitetets samlingar. Att han 1845 blev förbigången till professur vid universitetet gav anledning till en långvarig strid mellan Krøyers och Japetus Steenstrups anhängare.
Krøyer redigerade "Naturhistorisk Tidsskrift" (6 band, 1837-49), där han offentliggjorde många ypperliga uppsatser, särskilt om parasitkräftorna, samt utgav vidare De danske østersbanker (1837) och praktverket Danmarks fiske (4 band, 1838-53). Av hans avhandlingar i Videnskabernes selskabs skrifter bör framhållas Grønlands amphipoder (1838).